# قائمة رؤساء أرض الصومال
هذه قائمة برؤساء جمهورية صوماليلاند (أرض الصومال)، وهي جمهورية معلنة ذاتياً ومعترف بها دولياً كمنطقة تتمتع بالحكم الذاتي في الصومال. تعتبر جمهورية أرض الصومال نفسها الدولة الخلف لأرض الصومال البريطاني، والتي كانت مستقلة لبضعة أيام في عام 1960 كدولة أرض الصومال. رئيس جمهورية أرض الصومال هو الرئيس التنفيذي للدولة، ويعمل أيضًا كرئيس للحكومة. ولا يوجد رئيس وزراء.

## قائمة
الأحزاب السياسية
الرموز
†  توفي في المنصب
| No. | الصورة                  | الاسم (الميلاد–الوفاة)                | الانتخابات | الفترة         | الفترة         | الفترة            | الحزب السياسي            |
| No. | الصورة                  | الاسم (الميلاد–الوفاة)                | الانتخابات | استلم المنصب   | ترك المنصب     | المدة             | الحزب السياسي            |
| --- | ----------------------- | ------------------------------------- | ---------- | -------------- | -------------- | ----------------- | ------------------------ |
| 1   |                         | عبد الرحمن أحمد علي الطور (1931–2003) | 1991       | 28 مايو 1991   | 16 مايو 1993   | 1 سنة و353 أيام   | الحركة الوطنية الصومالية |
| 2   |                         | محمد إبراهيم عقال (1928–2002)         | 1993 1997  | 16 مايو 1993   | 3 مايو 2002[†] | 8 سنوات و352 أيام | مستقل                    |
|     | الحزب الديمقراطي المتحد | محمد إبراهيم عقال (1928–2002)         | 1993 1997  | 16 مايو 1993   | 3 مايو 2002[†] | 8 سنوات و352 أيام |                          |
| 3   |                         | طاهر ريالي كاهن (مواليد 1952)         | 2003       | 3 مايو 2002    | 27 يوليو 2010  | 8 سنوات و85 أيام  | الحزب الديمقراطي المتحد  |
| 4   |                         | أحمد محمد محمود سيلانيو (2024-1936)   | 2010       | 27 يوليو 2010  | 13 ديسمبر 2017 | 7 سنوات و139 أيام | حزب التضامن              |
| 5   |                         | موسى بيهي عبدي (مواليد 1948)          | 2017       | 13 ديسمبر 2017 | في المنصب      | 7 سنوات و221 أيام | حزب التضامن              |

## الانتخابات الاخيرة
أعلنت اللجنة الوطنية للانتخابات في 21 نوفمبر 2017 أن موسى بيهدي عبدي من حزب التضامن الحاكم حصل على 55.1٪ من الأصوات للفوز. وكان أقرب منافس له هو عبد الرحمن إيرو من حزب الودعاني الذي حصل على 40.7٪ بحصول فيصل علي ورابي على 4.2٪ من الأصوات.
| المرشح                                                                   | الحزب                              | الأصوات | %     |
| ------------------------------------------------------------------------ | ---------------------------------- | ------- | ----- |
| موسى بيهي عبدي                                                           | حزب التضامن                        | 305,909 | 55.10 |
| عبدالرحمن محمد عبدالله                                                   | واداني                             | 226,092 | 40.73 |
| فيصل علي ورابي                                                           | حزب العدالة والتنمية (أرض الصومال) | 23,141  | 4.17  |
| أصوات غير صالحة / فارغة                                                  | أصوات غير صالحة / فارغة            |         | –     |
| مجموع                                                                    | مجموع                              | 555,142 | 100   |
| الناخبين المسجلين / الاقبال                                              | الناخبين المسجلين / الاقبال        |         | 80    |
| المصدر: Somalia Update نسخة محفوظة 23 نوفمبر 2017 على موقع واي باك مشين. |                                    |         |       |

## وصلات خارجية
- World Statesmen – Somalia (Somaliland)